# Khamtrul Rinpoché
Ne doit pas être confondu avec Garje Khamtrul Jamyang Dhondup.
Khamtrul Rinpoché (tibétain : Kham sprul rin po che de) est une lignée incarnation de la lignée Drukpa Kagyu de l'école du bouddhisme tibétain. 
Le quatrième Gyalwang Drukpa Kunkhyen Pema Karpo, chef de la lignée de Drukpa, était l'un des maîtres les plus célèbres au XVIe siècle.
On dit que l'apparition de la lignée Khamtrul a été prédite par Padmasambhava (Guru Rinpoche), parmi d'autres Rinpochés renommés. Le Khamtrul Rinpoché est également considéré comme une émanation authentique de Padmasambhava et une émanation du roi Gesar, le héros du conte épique, l'Épopée du roi Gesar,,.

## Liste des Khamtrul Rinpoché
| N° | Noms                                               | Règne          |
| -- | -------------------------------------------------- | -------------- |
| 1  | Khampa Karma Tenphel (karma bstan 'phel)           | 1569 – 1627/37 |
| 2  | Künga Tenphel (kun dga' bstan 'phel)               | 1639 – 1678    |
| 3  | Künga Tendzin (kun dga' bstan 'dzin)               | 1680 – 1728    |
| 4  | Tendzin Chökyi Nyima (bstan 'dzin chos kyi nyi ma) | 1730 – 1779    |
| 5  | Drubgyü Nyima (sgrub brgyud nyi ma)                | 1781 – 1847    |
| 6  | Tenpe Nyima (bstan pa'i nyi ma)                    | 1849 – 1907    |
| 7  | Sanggye Tendzin (sangs rgyas bstan 'dzin)          | 1909 – 1929    |
| 8  | Dongyü Nyima (don brgyud nyi ma)                   | 1931 – 1980    |
| 9  | Khamtrul Rinpoché Shedrub Nyima                    | 1980 –         |
| 9  | Khamtrul Rinpoché Jigme Pema Nyinjadh              | 1981 –         |